# Romulea
Romulea Maratti, 1772 è un genere di piante angiosperme monocotiledoni appartenente alla famiglia delle Iridacee.
Tutte le specie sono geofite bulbose. Hanno fioritura molto precoce, avvenuta la quale scompaiono quasi totalmente.

## Tassonomia
Il genere Romulea comprende oltre un centinaio di specie:

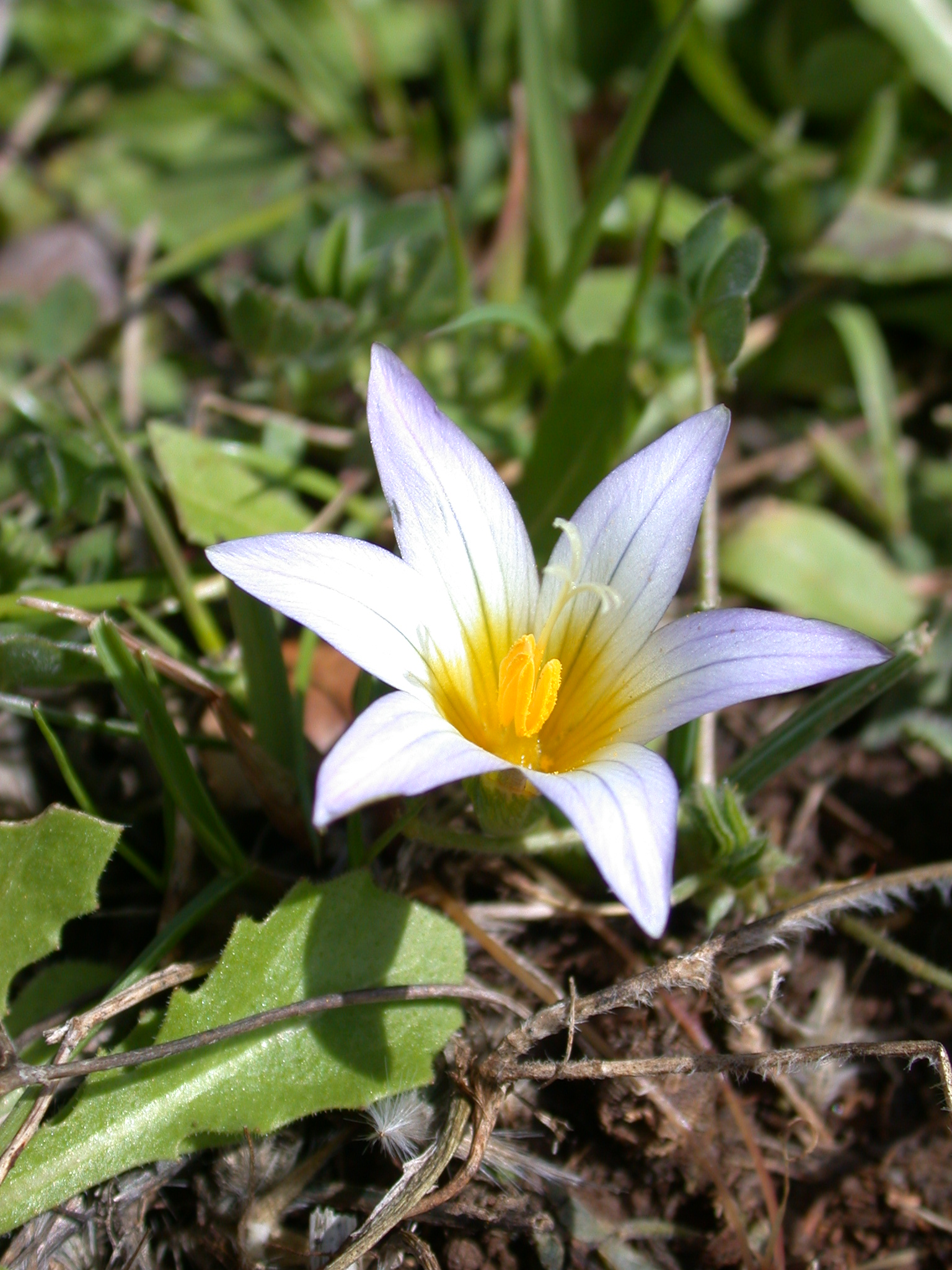
Romulea bulbocodium (L.) Sebastiani & Mauri

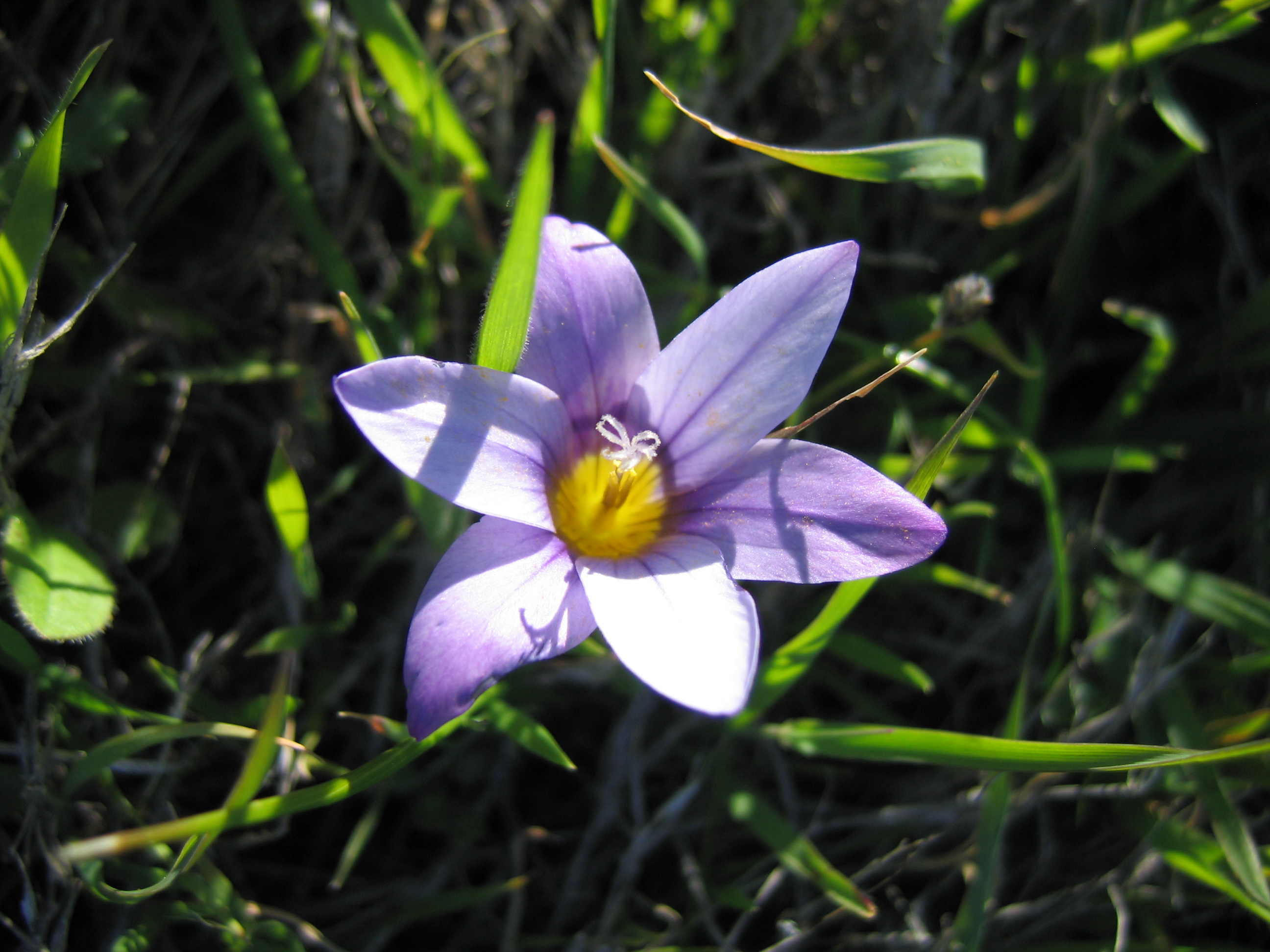
Romulea columnae subsp. grandiscapa (Webb) Gay ex Baker

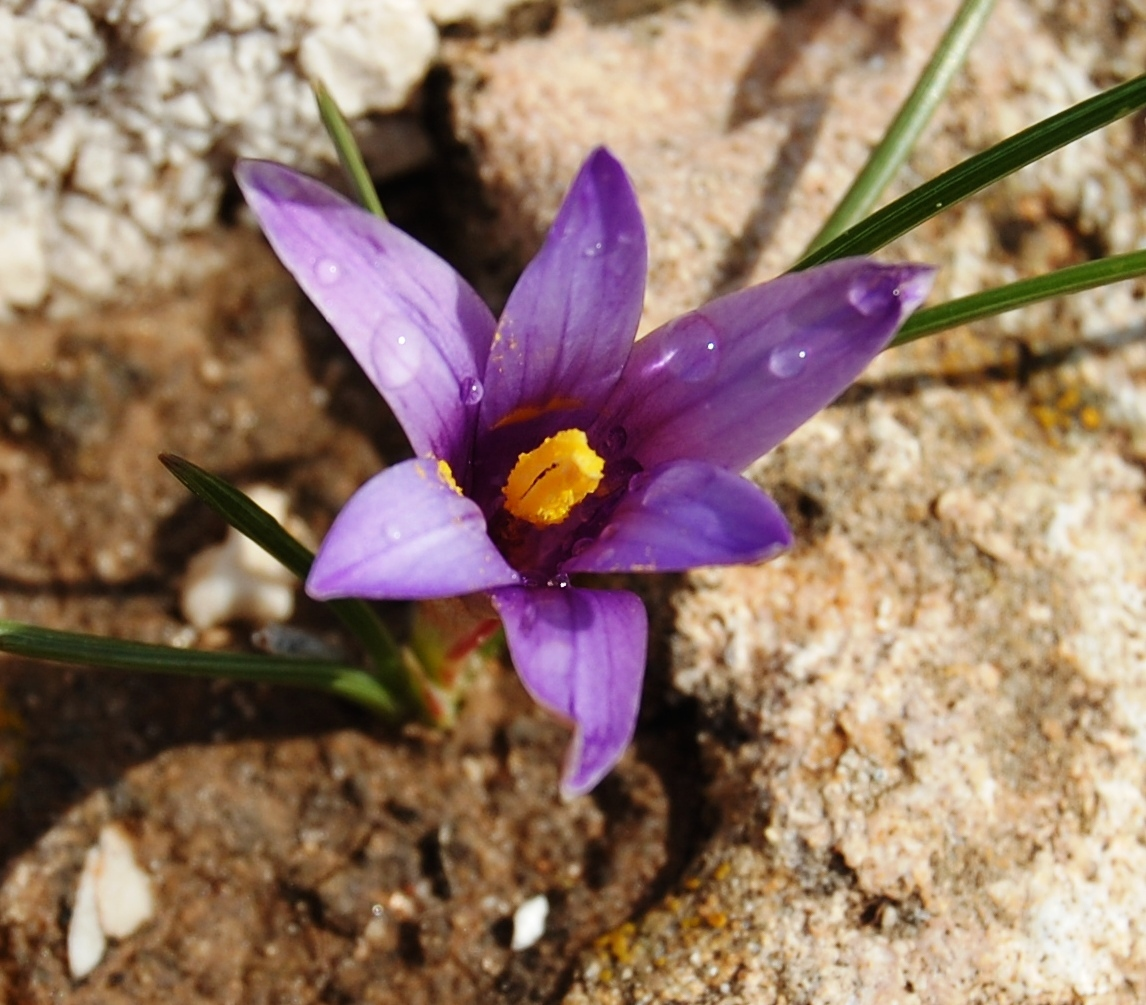
Romulea linaresii Parl.

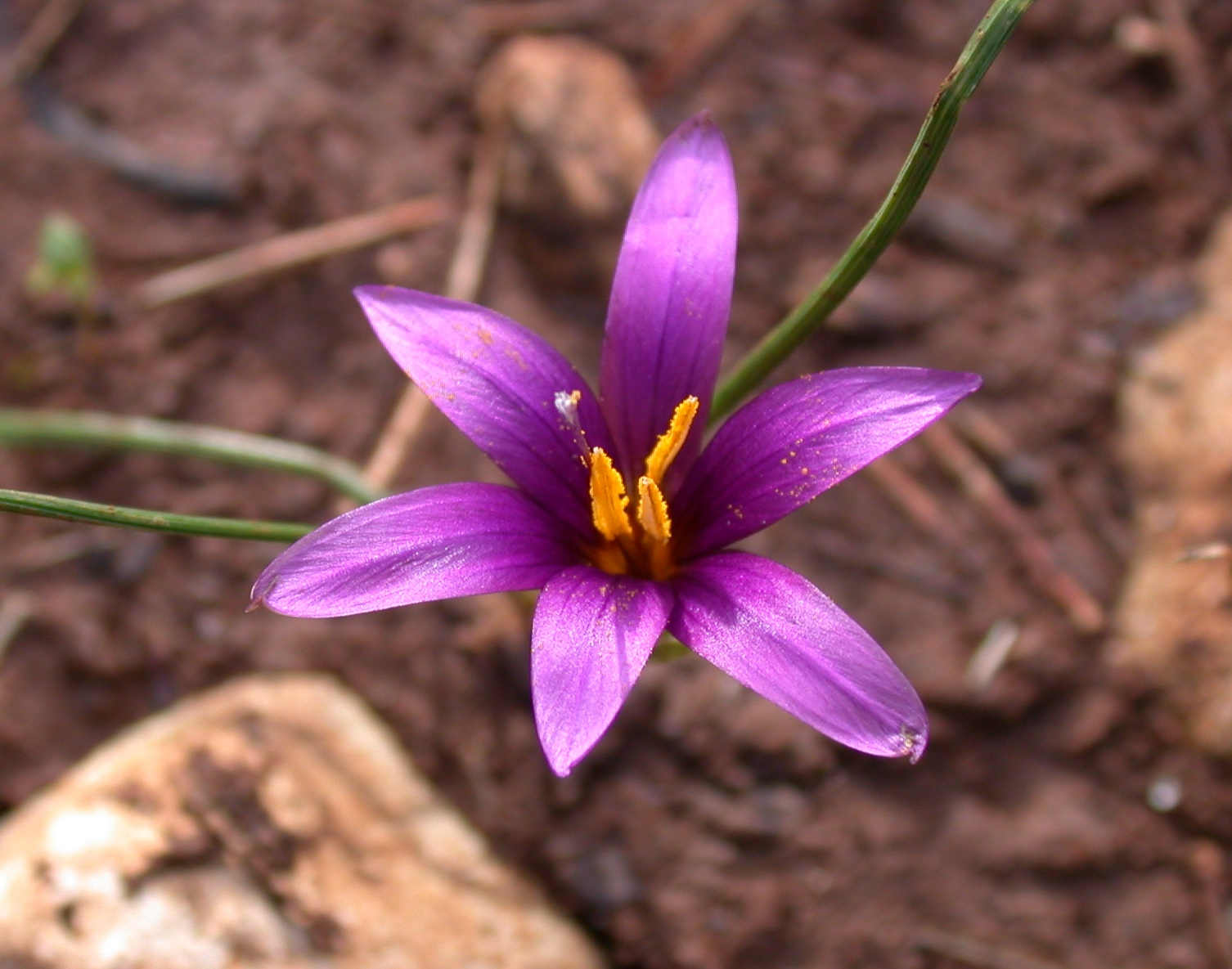
Romulea phoenicia Mouterde

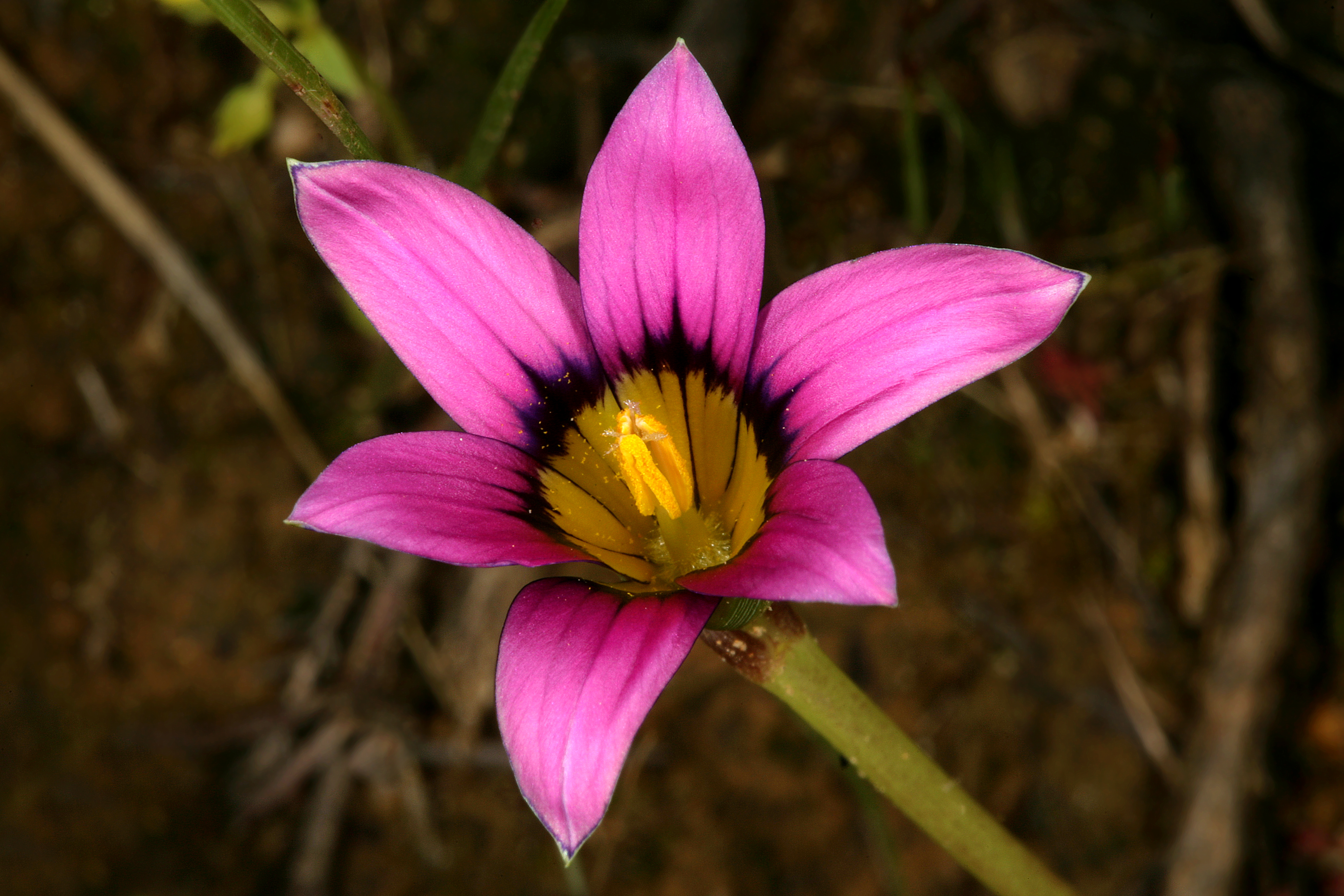
Romulea rosea (L.) Eckl.

- Romulea albiflora J.C.Manning & Goldblatt
- Romulea albomarginata M.P.de Vos
- Romulea alticola J.C.Manning & Goldblatt
- Romulea × anceps (Merino) Bég.
- Romulea antiatlantica Maire
- Romulea aquatica G.J.Lewis
- Romulea arnaudii Moret
- Romulea atrandra G.J.Lewis
- Romulea austinii E.Phillips
- Romulea autumnalis L.Bolus
- Romulea barkerae M.P.de Vos
- Romulea biflora (Bég.) M.P.de Vos
- Romulea bocchierii Frignani & Iiriti
- Romulea bulbocodium (L.) Sebast. & Mauri
- Romulea camerooniana Baker
- Romulea cedarbergensis M.P.de Vos
- Romulea citrina Baker
- Romulea clusiana (Lange) Nyman
- Romulea collina J.C.Manning & Goldblatt
- Romulea columnae Sebast. & Mauri
- Romulea congoensis Bég.
- Romulea corsica Jord. & Fourr.
- Romulea cruciata (Jacq.) Bég.
- Romulea cyrenaica Bég.
- Romulea dichotoma (Thunb.) Baker
- Romulea discifera J.C.Manning & Goldblatt
- Romulea diversiformis M.P.de Vos
- Romulea eburnea J.C.Manning & Goldblatt
- Romulea elliptica M.P.de Vos
- Romulea engleri Bég.
- Romulea eximia M.P.de Vos
- Romulea fibrosa  M.P.de Vos
- Romulea fischeri Pax
- Romulea flava (Lam.) M.P.de Vos
- Romulea flexuosa  Klatt
- Romulea florentii Moret
- Romulea gigantea Bég.
- Romulea gracillima Baker
- Romulea hallii M.P.de Vos
- Romulea hantamensis (Diels) Goldblatt
- Romulea hirsuta (Steud. ex Klatt) Baker3
- Romulea hirta Schltr.
- Romulea insularis Sommier
- Romulea × jordanii Bég.
- Romulea jugicola M.P.de Vos
- Romulea kamisensis M.P.de Vos
- Romulea komsbergensis M.P.de Vos
- Romulea leipoldtii Marais
- Romulea ligustica Parl.
- Romulea lilacina J.C.Manning & Goldblatt
- Romulea × limbarae Bég.
- Romulea linaresii Parl.
- Romulea longipes Schltr.
- Romulea lutea J.C.Manning & Goldblatt
- Romulea luteiflora (M.P.de Vos) M.P.de Vos
- Romulea macowanii Baker
- Romulea maculata J.C.Manning & Goldblatt
- Romulea malaniae M.P.de Vos
- Romulea maroccana Bég.
- Romulea × melitensis Bég.
- Romulea membranacea M.P.de Vos
- Romulea × merinoi Pau ex Bég.
- Romulea minutiflora Klatt
- Romulea monadelpha (Sweet ex Steud.) Baker
- Romulea monophylla J.C.Manning & Goldblatt
- Romulea montana Schltr. ex Bég.
- Romulea monticola M.P.de Vos
- Romulea multifida M.P.de Vos
- Romulea multisulcata M.P.de Vos
- Romulea namaquensis M.P.de Vos
- Romulea nivalis (Boiss. & Kotschy) Klatt
- Romulea numidica Jord. & Fourr.
- Romulea obscura Klatt
- Romulea papyracea Wolley-Dod
- Romulea pearsonii M.P.de Vos
- Romulea penzigii Bég.
- Romulea petraea Al-Eisawi
- Romulea phoenicia Mouterde
- Romulea pilosa Goldblatt & J.C.Manning
- Romulea pratensis M.P.de Vos
- Romulea pudica (Sol. ex Ker Gawl.) Baker
- Romulea quartzicola Goldblatt & J.C.Manning
- Romulea ramiflora Ten.
- Romulea requienii Parl.
- Romulea revelieri Jord. & Fourr.
- Romulea rosea (L.) Eckl.
- Romulea rupestris J.C.Manning & Goldblatt
- Romulea sabulosa  Schltr. ex Bég.
- Romulea saldanhensis M.P.de Vos
- Romulea sanguinalis M.P.de Vos
- Romulea saxatilis M.P.de Vos
- Romulea schlechteri Bég.
- Romulea setifolia  N.E.Br.
- Romulea singularis J.C.Manning & Goldblatt
- Romulea sinispinosensis M.P.de Vos
- Romulea sladenii M.P.de Vos
- Romulea speciosa  (Andrews) Baker
- Romulea sphaerocarpa M.P.de Vos
- Romulea stellata M.P.de Vos
- Romulea subfistulosa  M.P.de Vos
- Romulea sulphurea Bég.
- Romulea syringodeoflora M.P.de Vos
- Romulea tabularis Eckl. ex Bég.
- Romulea tempskyana Freyn
- Romulea tetragona M.P.de Vos
- Romulea tortilis Baker
- Romulea tortuosa  (Licht. ex Roem. & Schult.) Baker
- Romulea toximontana M.P.de Vos
- Romulea triflora (Burm.f.) N.E.Br.
- Romulea tubulosa  J.C.Manning & Goldblatt
- Romulea unifolia  M.P.de Vos
- Romulea vaillantii Quézel
- Romulea × variegata Merino
- Romulea variicolor Mifsud
- Romulea villaretii Dobignard
- Romulea vinacea M.P.de Vos
- Romulea viridibracteata M.P.de Vos
- Romulea × viridis Pau ex Bég.
- Romulea vlokii M.P.de Vos

Le seguenti specie vegetano sul territorio italiano:
- Romulea bulbocodium
- Romulea columnae
  - Romulea columnae subsp. rollii
- Romulea ligustica
- Romulea × limbarae
- Romulea linaresii
- Romulea melitensis
- Romulea requienii
- Romulea revelieri
- Romulea ramiflora